# Charles McLean Andrews
Charles McLean Andrews, född 22 februari 1863 i Wethersfield i Connecticut, död 9 september 1943, var en amerikansk historiker.

## Biografi
Andrews blev 1889 professor vid Bryn Mawr College i Philadelphia, 1907 vid Johns Hopkins University och 1910 vid Yale University. Han specialiserade sig på brittisk kolonialpolitik och särskilt Nordamerikas historia under den koloniala tiden. Bland hans skrifter märks The old english manor (1892), British committees, commissions and councils of trade and plantations (1908), The colonial period (1912), Guide to the materials for American history to 1783 in the Public Record Office of Great Britain (2 volymer, 1912-14), Pilgrims and puritans (1919), The colonial background of the American revolution (1924) och Colonial period of American history (4 band, 1934-38).